# Comuna Velîki Nîzhirți, Berdîciv
Velîki Nîzhirți (în ucraineană Великонизгірецька сільська рада) este o comună în raionul Berdîciv, regiunea Jîtomîr, Ucraina, formată din satele Nova Oleksandrivka și Velîki Nîzhirți (reședința).

## Demografie
Componența lingvistică a satului Velîki Nîzhirți
     Ucraineană (97,31%)
     Rusă (1,61%)
     Alte limbi (0,54%)
Conform recensământului din 2001, majoritatea populației satului Velîki Nîzhirți era vorbitoare de ucraineană (97,31%), existând în minoritate și vorbitori de rusă (1,61%).